# Ixtlán del Río (kommun)
Ixtlán del Río är en kommun i Mexiko.   Den ligger i delstaten Nayarit, i den centrala delen av landet, 600 km väster om huvudstaden Mexico City.
Följande samhällen finns i Ixtlán del Río:
- Ixtlán del Río
- Cacalután
- San José de Gracia
- Ranchos de Arriba
- La Higuerita
- San Clemente